# Onfalocele
L'onfalocele è un malformazione congenita grave nella quale i visceri addominali protrudono attraverso un difetto della parete addominale contenuti in una sacca membranosa costituita internamente da peritoneo ed esternamente da amnios.

## Epidemiologia
È più comune nel sesso maschile e nei nati pretermine. La prevalenza è di un caso ogni 2 000 nascite.
È spesso correlata ad altre malformazioni congenite, ad esempio del cuore o dei reni. Aberrazioni numeriche cromosomiche vengono riscontrate con una frequenza sopra la media (soprattutto trisomia 13 e trisomia 17).

## Trattamento
L'unico trattamento per questa malformazione è l'intervento chirurgico.